# Roppeviller

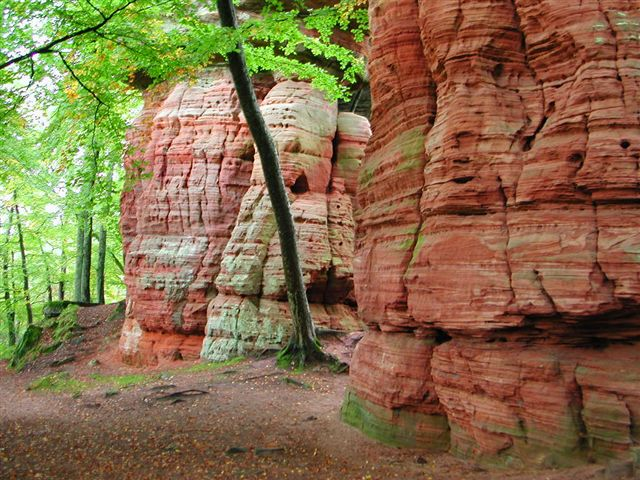
Rotspartij

Roppeviller (Duits:Roppweiler) is een gemeente in het Franse departement Moselle (regio Grand Est) en telt 125 inwoners (2004). De plaats maakt deel uit van het arrondissement Sarreguemines.

## Geografie
De oppervlakte van Roppeviller bedraagt 13,9 km², de bevolkingsdichtheid is 9,0 inwoners per km².
De onderstaande kaart toont de ligging van Roppeviller met de belangrijkste infrastructuur en aangrenzende gemeenten.

## Demografie
Onderstaande figuur toont het verloop van het inwonertal (bron: INSEE-tellingen).